# Городской сад (Томск)
Городской сад — парк культуры и отдыха в центре Томска. Расположен
к востоку от Ново-Соборной площади, от которой его отделяет Советская улица, с юга ограничен улицей Герцена, с востока стадионом «Труд», а с севера автомобильной парковкой у главного корпуса «Газпром трансгаз Томск». Адрес сада — улица Герцена, дом 6.

## История
Современный томский городской сад был основан в 1886 году на месте заболоченного участка Новособорной площади (ранее общественные сады существовали в других районах Томска). Инициатором создания выступил томский губернатор Герман Августович Тобизен, план сада разработал «главный томский ботаник» Порфирий Крылов. Площадь сада составила около 2 гектаров.
Сад был устроен в традициях английского пейзажного садового стиля с чередой древесных насаждений и значительных по размеру полян, выложенных дёрном, извилистые дорожки сада были посыпаны песком, были установлены скамейки, сооружен центральный павильон, рядом с которым разбит цветник, выкопан пруд, сложена из камней альпийская горка. Позже появились киоски по продаже чая и прохладительных напитков, детская гимнастическая площадка, открытая сцена. В 1907 году фирмой братьев Бромлей (построившей томский водопровод) был бесплатно устроен фонтан. В саду по определенным дням играл оркестр, сад использовался для проведения праздников и гуляний.
Здание кирхи Святой Марии располагалось рядом с горсадом, сохранилось рядом стоящее деревянное здание пастората. Центральный вход в горсад — это бывший переулок Лютеранский.

## Новая история
После революции 1917 года в саду проходили митинги революционно настроенных жителей.
Во второй половине 1920-х годов в саду выступал с силовыми упражнениями известный русский силач Сергей Иванович Елисеев.
В 1936 году здание кирхи Святой Марии было снесено. В саду были устроены аттракционы, работал ресторан, играл симфонический оркестр под управлением А. В. Буздыханова и М. И. Маломета (директор сада с начала Великой Отечественной войны).
В годы Великой Отечественной войны в горсаду жители Томска выращивали картофель.
В 1954 году в саду прошли двухдневные гастроли лауреата Всесоюзного и трёх международных конкурсов, лауреата Сталинской премии виолончелиста Мстислава Ростроповича.
В 1959 году саду установлены новые аттракционы — четырёхместный «виражный самолёт», механический тир, «воздушная карусель» на 40 мест, «колесо смеха».

## Современность
Большую часть сада ныне занимает роща, в основном, из деревьев лиственных пород. В саду также есть небольшое озеро, деревянный детский городок, огороженный частоколом с башенками. Зимой в горсаду устраивают ледовые городки с ледяными фигурами и горками, с платным входом, заливают каток, есть прокат коньков.
Здесь находятся кафе «Томичка» (работает круглогодично), «Небосвод», «Парк-кафе», два летних кафе, множество киосков и лотков по торговле фастфудом (мороженое, шашлык, шаурма, сахарная вата).
На концертной площадке горсада часто проходят открытые концерты, рядом с фонтаном играет духовой оркестр.
В 2008 году горсад победил на международном конкурсе «Хрустальное колесо-2008» в номинации «Лучший парк развлечений с количеством посетителей от 500 000 до 1 000 000 человек в год».
Горсад сдан в аренду частной фирме ОАО «Городской сад», директор Александр Сушко. Арендная плата с 2001 года составляет 470 000 рублей в год. В 2010 году представители городских властей заявили, что недовольны уровнем предоставляемых услуг и цен на них, а также отсутствием плана развития городского сада, в частности, первый заместитель мэра Томска Евгений Паршуто заявил, что состояние Горсада вызывает нарекания и у него может появиться новый инвестор.

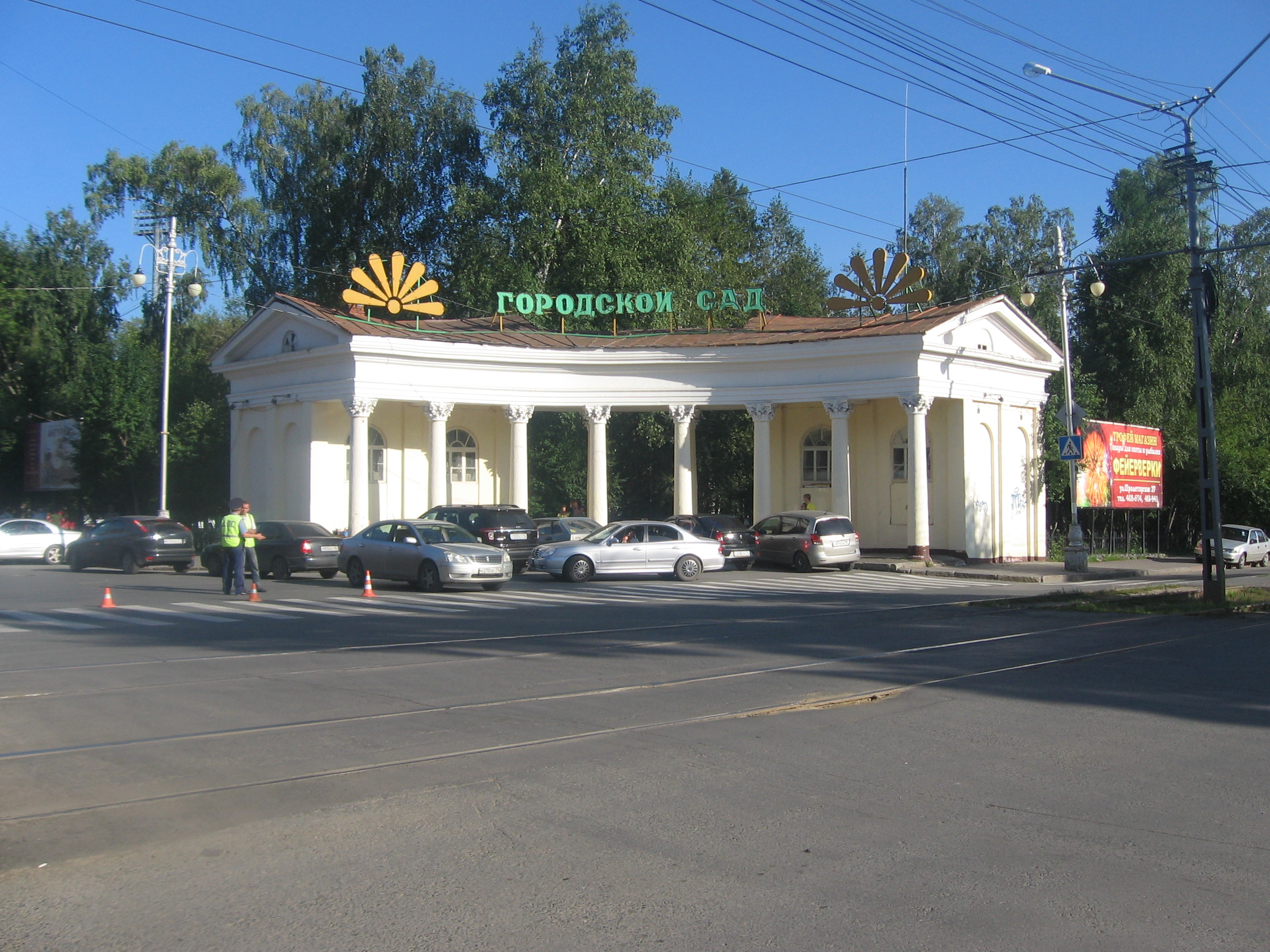
Кирпичная арка на входе в Городской сад (до 20 сентября 2016 года).

В ночь с 19 на 20 сентября 2016 года, ввиду аварийного состояния, силами предприятия «Газпром трансгаз Томск» была снесена кирпичная арка одного из входов в городской сад, которую позже восстановили.